# Фратус, Бруно
Бру́но Джузе́ппе Фра́тус (порт. Bruno Giuseppe Fratus; род. 22 июня 1989, Макаэ, Рио-де-Жанейро) — бразильский пловец, бронзовый призёр Олимпийских игр 2020 года, 4-кратный призёр чемпионатов мира, пятикратный чемпион Панамериканских игр. Специализируется в плавании на 50 и 100 метров вольным стилем.

## Спортивная биография
2011 год стал самым удачным в карьере Бруно Фратуса. Молодой бразильский пловец сначала смог с лучшим временем пройти в финал чемпионата мира на 50-метровке вольным стилем, но в решающем Фратус занял 5-е место. Спустя три месяца Бруно стал двукратным чемпионом Панамериканских игр в эстафетах, а также серебряным призёром на дистанции 50 метров вольным стилем.
На летних Олимпийских играх Фратус дебютировал в 2012 году в Лондоне. На своей коронной 50-метровке вольным стилем Фратусу совсем немного не хватило, чтобы стать призёром игр. Всего 0,02 с Бруно уступил своему соотечественнику Сезар Сьелу и занял лишь 4-е место. В эстафете 4×100 метров вольным стилем бразильская сборная не смогла пробиться в финал соревнований, заняв 9-е место.
В июне 2019 года на этапе в Монако турнира MARE NOSTRUM 2019 Бруно на дистанции 50 м вольным стилем установил сразу два рекорда турнира (вне регламента ФИНА), показав в полуфинале 21.56 и в финале 21.31.